# Coups d'épée dans l'eau
Cet article possède un paronyme, voir Des Coups d'épée dans l'eau.
Coups d'épée dans l'eau est un recueil de retranscription d'entretiens donnés dans divers médias par Marc-Édouard Nabe entre 1984 et 1999, publié en mai 1999 par les éditions du Rocher.

## Résumé
Le livre recueille les passages médiatiques, télévisuels comme radiophoniques, ainsi que les conférences, auxquels a participé Marc-Édouard Nabe depuis septembre 1984 (Droit de Réponse) jusqu'à mars 1999 (Tout le monde en parle), en passant par l'émission du 15 février 1985 d'Apostrophes.

## Avis critique
Dans le Nouvel Observateur, Jérôme Garcin accueille favorablement le livre, estimant qu'il participe à la compréhension de l'écrivain, en dehors des réputations et des étiquettes : « Si l'on a la curiosité de comprendre la méprise dont Marc-Edouard Nabe continue de faire l'objet et la foi littéraire qu'il n'a jamais abdiquée, il faut lire “Coups d'épée dans l'eau” ». Ce jugement est partagé par Jackie Berroyer, dans Vibrations, considérant qu'il n'y a « pas de meilleure présentation de Nabe que ses “Coups d'épée dans l'eau” ». 

## Édition
- Marc-Édouard Nabe, Coups d'épée dans l'eau, éditions du Rocher, 1999, 577 p.  (ISBN 2268026221)